# Liptena langi
Liptena langi är en fjärilsart som beskrevs av Holland 1920. Liptena langi ingår i släktet Liptena och familjen juvelvingar. Inga underarter finns listade i Catalogue of Life.